# بهیما
بهیما (به انگلیسی: Bheemaa) فیلمی هندی محصول سال ۲۰۰۸ و به کارگردانی ان. لینگوسوآمی است. در این فیلم بازیگرانی همچون ویکرام، تریشا، پراکاش راج، راغوواران، اشیش ویدیارتی و لاکشمی گوپالاسوامی ایفای نقش کرده‌اند.